# ساعت شلوغی (فیلم ۱۹۹۸)
ساعت شلوغی (به انگلیسی: Rush Hour) فیلمی محصول سال ۱۹۹۸ به کارگردانی برت رتنر است. در این فیلم جکی چان، کریس تاکر، تام ویلکینسون، کریس پن، تزی ما، کن لئونگ الیزابت پنیا، مارک روستون، رکس لین، فیلیپ بیکر هال، جان هاکس، کلیفتون پاول بازی کردند. ساعت شلوغی ۲ و ساعت شلوغی ۳ دنباله‌های این فیلم هستند.

## خلاصه داستان
دو مأمور پلیس که کوچک‌ترین نقطه اشتراکی ندارند، مجبورند با همکاری یکدیگر یک دختر بچه دزدیده شده را به پدرش برگردانند.